# Brasilocerus minasensis
Brasilocerus minasensis är en skalbaggsart som beskrevs av Wittmer 1976. Brasilocerus minasensis ingår i släktet Brasilocerus och familjen Phengodidae. Inga underarter finns listade i Catalogue of Life.